# Ligne de tramway de Vienne à Estressin
La ligne  de tramway de Vienne à Estressin est une ancienne ligne de tramway du Réseau Isère des Chemins de fer économiques du Nord (CEN).

## Histoire
La ligne est mise en service en 1893 entre la gare de Vienne et la gare d'Estressin dans le quartier du même nom, elle est construite à l'écartement métrique comme la ligne de Vienne à Charavines et Voiron dont elle partage une partie de son itinéraire. Elle est probablement supprimée en 1933 comme la ligne de Vienne à Charavines et Voiron[réf. nécessaire].
À l'origine, elle est exploitée en traction vapeur. Ensuite la traction animale est utilisée. En 1926, le service est assuré par des automotrices Berliet.

## La ligne
- Gare de Vienne - Pont de la demi-lune - Gare d'Estressin (2km) : ouverture en 1893, fermeture en 1933.

## Matériel roulant
Autorails Berliet de type RFM, n° 1 à 3, livrés en 1923.